# KUD Graničari
KUD Graničari je kulturno-umjetničko društvo iz Gunje, osnovano 1971. godine
Društvo njeguje slavonske plesove i običaje. 
U KUD-u djeluju četiri sekcije:
- folklorna,
- tamburaška,
- dramska i
- ženska pjevačka skupina.

KUD Graničari redoviti je sudionik folklornih manifestacija: 
- Šokačkog sijela u Županji,
- Vinkovačkih jeseni,
- Raspjevane Cvelferije i
- Večeri dr. M. Bačića u Babinoj Gredi.

Dva puta godišnje KUD organizira kulturno-zabavni program u Gunji, i to na Mladi Uskrs i za Svetu Katu kada zajedno s gostima priređuju program.
KUD također organizira i Pokladne svatove u vrijeme poklada te maskenbal na pokladni utorak, a svake goodine, u listopadu mjesecu, KUD organizira svoju večer. KUD sudjeluje i na Misi zahvalnici kada su članovi Društva obučeni u narodne nošnje.
KUD ima dobru suradnju s dva KUD-a iz Vojvodine, i to s HKPD "S. S. Kranjčević" iz Bačkog Brega (Berega) i HUK "Lajčo Budanović" iz Male Bosne kod Subotice.
Od 2007.godine KUD Graničari Gunja organizator je smotre zborskog i pučkog pjevanja Marijanskih pjesama na Svetištu skrovite Gospe Šumanovačke pod nazivom Zapjevajmo skrovitoj Gospi Šumanovačkoj.
Smotra se dvije godine održala početkom rujana ali 2009 prebačena je na termin početkom kolovoza.
2009.godine KUD Graničari Gunja tiskao je knjigu Mije Doknjaša s njegovim sabranim djelima pod nazivom DA SE NE ZABORAVI, u knjizi se nalaze drame i igrokazi te pučki običaji Gunje i okolice.